# Caso Caval
El Caso Caval es un escándalo político y judicial chileno de carácter penal, referido a un supuesto tráfico de influencias ejercido por Sebastián Dávalos, hijo de la expresidenta Michelle Bachelet, quien habría ayudado a la obtención de un crédito por más de US$ 10 millones, aprobado poco después de que su madre ganara su segunda elección presidencial. Este crédito habría sido utilizado para comprar un terreno en Machalí, en la Región de O'Higgins, cuyo suelo era de uso agrícola. Dávalos presuntamente habría ejercido tráfico de influencias que permitirían un rápido cambio en el plan regulador intercomunal de Rancagua, ya en discusión hace un tiempo y con ello un cambio en el uso del suelo, pasando a ser de uso urbano, lo que elevaría su plusvalía, beneficiando así a la sociedad Exportadora y de Gestión Caval Limitada, de propiedad de su cónyuge, Natalia Compagnon.

## Antecedentes
En febrero de 2015, la revista Qué Pasa publicó un reportaje donde expuso que la sociedad Exportadora y de Gestión Caval Limitada, propiedad de Natalia Compagnon —cónyuge de Sebastián Dávalos, hijo de la presidenta Michelle Bachelet— había recibido un crédito por parte del Banco de Chile por más de US$ 10 millones, el que fue aprobado por la entidad financiera el 16 de diciembre de 2013, un día después del triunfo de Michelle Bachelet en la segunda vuelta de la elección presidencial. Dicho préstamo fue utilizado en la compra de un terreno en Machalí, con el objeto de revenderlo para desarrollos inmobiliarios. Posteriormente se conoció que el crédito había sido tratado en una reunión entre Compagnon, acompañada de Dávalos, con Andrónico Luksic Craig, vicepresidente del banco. El escándalo fue bautizado inicialmente por la prensa local como «Caso Nueragate», y rebautizado luego por el Ministerio Público como «Caso Caval».
El préstamo fue destinado para la adquisición de tres predios en la comuna de Machalí: los fundos Santa Elena, San Diego y Santa Cecilia, que con la modificación del plano regulador que se discute desde hace años en la VI Región se vieron beneficiados al cambiar el tipo de suelo de uso rural a uso urbano. El contrato de compraventa fue firmado en la notaría de Patricio Raby el 17 de enero de 2014, en donde la empresa Caval, representada por Mauricio Valero Illanes —socio de Natalia Compagnon, con un 50 % de la propiedad cada uno—, adquirió las 44 hectáreas a la familia Wiesner, representada por el síndico de quiebras Herman Chadwick Larraín y la señora Helga Riffart. El 11 de marzo de 2014 los terrenos fueron inscritos a nombre de Caval en el Conservador de Bienes Raíces de Rancagua.

## Investigación de la Fiscalía

### Primeras denuncias
Los diputados de Renovación Nacional, Nicolás Monckeberg y José Manuel Edwards, entregaron una denuncia a la Fiscalía Nacional para investigar un posible «tráfico de influencias» y uso de información privilegiada por parte de Sebastián Dávalos y su esposa. Los parlamentarios sostuvieron una reunión con la fiscal Solange Huerta y le solicitaron que cuanto antes inicie una investigación que descarte la existencia de delito. «Hay antecedentes suficientes para sospechar que en este caso no se actuó bien y es el Ministerio Público quien puede investigar a fondo», dijo el diputado.
El 16 de febrero de 2015, la Fiscalía Nacional designó al fiscal regional de O'Higgins, Luis Toledo, frente a la denuncia realizada por diputados de RN para que se investiguen posibles delitos tras el millonario crédito adquirido por la nuera de la presidenta.

### Investigación desformalizada
- El 18 de febrero el fiscal Toledo procedió a realizar las primeras diligencias: solicitó correos al MINVU e incautó computadores del SEREMI de Vivienda de la VI Región.[8]
- El 25 de febrero la fiscalía incautó una serie de documentos desde la Dirección de Obras de la Municipalidad de Machalí,[9] entre los que destacan planos del lugar, artículos electrónicos, documentos de solicitudes de particulares e información del uso de suelos.[10] Al día siguiente, los fiscales Luis Toledo y Sergio Moya (fiscal jefe de Rancagua), junto a un equipo del OS-9 de Carabineros, realizaron un allanamiento a una de las oficinas de la empresa Caval en Ñuñoa.[11]
- El 4 de marzo el fiscal Luis Toledo solicitó las copias de los videos de más de veinte cámaras de seguridad del Conservador de Bienes de Rancagua, debido a versiones de que la intendenta Morín Contreras habría visitado el organismo para supuestamente acelerar el trámite de las inscripciones de los predios que compró la empresa Caval y que fueron vendidas al empresario Hugo Silva.[12] El mismo día, el fiscal Toledo informó que investigaría los supuestos correos electrónicos que vincularían al ministro de Obras Públicas, Alberto Undurraga, en el caso Caval. Al titular de la cartera se le atribuyen supuestos nexos con Natalia Compagnon al ofrecerle supuestamente ayuda en la gestión del negocio inmobiliario.[13]
- El 6 de marzo la fiscalía incautó computadores de escritorio, computador personal, notebook o tabletas, soportes técnicos como pendrives y documentación relacionada con la investigación desde el domicilio de Sebastián Dávalos. La diligencia fue autorizada por el juez Luis Barría para la incautación de computadores y documentación que «pudieran relacionarse con la comisión del delito».[14]
- El 17 de marzo la fiscalía incautó el cheque de CLP$2 mil millones, que emitió la empresa Silca a la empresa Caval, por los terrenos en Machalí.[15]

### Nuevos antecedentes
El 19 de marzo de 2015, la revista Qué Pasa reveló por segunda vez importantes antecedentes sobre el caso Caval. Mauricio Valero, socio de Natalia Compagnon, habría suscrito un segundo contrato con el empresario Hugo Silva que le garantizaba la exclusividad en la gestión de una posterior venta de los terrenos, con una comisión de un 26 %. El acuerdo estimaba una ganancia mínima de $1 300 millones para Valero (más de US$2 millones). Este segundo contrato se habría firmado el 5 de febrero junto a la promesa de compraventa que traspasó por $9 500 millones los tres predios de Machalí adquiridos previamente por Caval tras obtener un crédito de $6 500 millones con el Banco de Chile.
Con estos nuevos antecedentes, al día siguiente los diputados Monckeberg y Edwards presentaron una querella por el caso. Para Edwards, este nuevo antecedente refuerza la tesis de que tuvo que haber existido un delito, o es muy probable que lo haya habido. La querella fue declarada admisible el 23 de marzo por el Juzgado de Garantía de Rancagua. Además del hijo de la presidenta Bachelet, la acción se dirige en contra del actual Seremi de Vivienda, Wilfredo Valdés, la arquitecta Cynthia Ross y el exdirector de obras de la Municipalidad de Machalí, Jorge Silva.

### Diligencias posteriores
- El 8 de abril de 2015 Natalia Compagnon compareció ante el Fiscal Toledo para declarar por casi 9 horas.[19] Lo propio hizo el 13 de abril Sebastián Dávalos, quien declaró por casi cuatro horas en calidad de imputado ante el fiscal Toledo.[20] En días posteriores, Dávalos negó su participación en los negocios de Caval, anunciando al mismo tiempo el inicio de acciones legales por calumnias.[21]
- El 23 de abril de 2015 el exdueño de los terrenos en Machalí, Patricio Wiesner, presentó una denuncia ante la Fiscalía Regional de O’Higgins. La denuncia se dirigió contra todos quienes resulten responsables de eventuales ilícitos que dañen su patrimonio.[22]
- El 30 de abril compareció a declarar ante el fiscal Toledo el Seremi de Vivienda de la Región de O’Higgins, Wilfredo Valdés, quien, sin embargo, guardó silencio ante las interrogantes.[23]
- El 8 de mayo de 2015, Erika Silva, exasesora de Sebastián Dávalos, culpó a través de Twitter al exministro del Interior, Rodrigo Peñailillo, de la actitud pasiva de Michelle Bachelet frente al escándalo. En el servicio de mensajería instantánea, Silva declaró que Bachelet, de vacaciones y desconectada de los medios, le habría confiado a Peñailillo que le informase de los asuntos de importancia que se presentasen. Peñailillo no habría dimensionado la gravedad del escándalo y no habría informado a la presidenta del asunto de manera íntegra.[24]
- El 14 de mayo, Silca, sociedad que compró los terrenos, y la sociedad Caval firmaron un acuerdo a través del cual la primera retira la querella por estafa y la segunda no cobrará el cheque de CLP$2 mil millones, recibiendo, en cambio, CLP$ 1 000 millones y una propiedad.[25]

### Investigación formalizada
El 29 de enero de 2016 culminó la primera audiencia de formalización del caso. Mauricio Valero, Herman Chadwick Larraín y Juan Díaz quedaron con arresto domiciliario total; además, a este último, operador político de la Unión Demócrata Independiente comisionado por el síndico Chadwick para vender los terrenos en Machalí y a quien se le imputaron los delitos de soborno, ventajas indebidas y facilitación de documentación falsas, se le prohibió comunicarse con los otros imputados en el caso durante el año que dure la investigación. Valero, en tanto, es investigado por declaraciones de impuestos maliciosamente falsas, y Chadwick, por ventajas indebidas y delitos tributarios.[cita requerida]
Por otra parte, la arquitecta independiente, Cynthia Ross y el exfuncionario municipal Jorge Silva, quedaron con arresto domiciliario nocturno, arraigo nacional y prohibición de tomar contacto con los otros imputados. A ambos se les imputaron cargos por cohecho, por eventuales pagos que habrían recibido para agilizar el cambio de uso de suelo del plan regulador intercomunal, específicamente encargando dos estudios complementarios de urbanismo en forma oculta . Estos estudios supuestamente habrían sido los responsables de subir exponencialmente el valor de los terrenos, generando la plusvalía a esos terrenos.Estos pagos habrían sido realizados por Juan Díaz, quien habría transferido a Ross un total de $61 millones y a Silva más de $55 millones, bajo el mandato de Mauricio Valero.
A Natalia Compagnon, por su parte, se le imputaron cargos de autora del presunto delito de declaraciones de impuestos maliciosamente falsas, quedando con las medidas cautelares de firma mensual y arraigo nacional, y con prohibición de comunicarse con los otros imputados en el caso, excepto su socio en Caval, Mauricio Valero.
En marzo de 2016, el fiscal nacional Jorge Abbott nombró al entonces fiscal del caso, Luis Toledo, como jefe de la Unidad contra el Tráfico Ilícito de Estupefacientes y Sustancias Peligrosas del Ministerio Público, por lo que la causa Caval quedó a manos del fiscal jefe de Rancagua Sergio Moya. En mayo, el caso quedó a cargo del nuevo Fiscal Regional de O'Higgins, Emiliano Arias.
Hacia marzo de 2017, las indagatorias estaban prácticamente agotadas por parte de la Fiscalía, empezando a prepararse el juicio oral para la arista principal del caso, manteniéndose las investigaciones para la denominada «arista Saydex» y la querella por estafa del gestión inmobiliaria Juan Díaz en contra de Compagnon.
El 28 de marzo de 2018 la Corte Suprema confirmó, por unanimidad, el sobreseimiento definitivo de Sebastián Dávalos. El fallo señala expresamente que Dávalos "ha sido convocado al juicio que se celebrará respecto de los restantes imputados de la causa como testigo de la acusación, es decir, no vinculado culpablemente al hecho delictivo, sindicación que permite cuestionar su real calidad en hechos por los cuales nunca fue formalizado y tener, además, por establecida su inocencia, por cuanto nada se ha comprobado a su respecto".
El 11 de junio de 2018, se inició el juicio oral ante el Tribunal Oral en lo Penal de Rancagaua, en donde los jueces Paulina Chaparro, Joaquín Nilo y Jorge Allende, debieron decidir la condena o absolución de Natalia Compagnon y su socio Mauricio Valero. En esta última etapa del proceso la fiscalía fue representada por los fiscales Marcia Allendes, Sergio Moya y de manera sorpresiva el fiscal Francisco Caballero, quien hasta esta instancia no había tenido participación en esta investigación. Se fueron a juicio Natalia Compagnon, Mauricio Valero y la empresa Caval. No sé acreditó el supuesto soborno y la teoría del caso de la fiscalía, fue desestimada por los jueces del Tribunal Oral en lo Penal, no siendo apelada por la Fiscalía en ninguna instancia posterior.

## Consecuencias políticas

### Renuncias de Dávalos y Riquelme
El 11 de febrero de 2015, Dávalos publicó una declaración patrimonial para intentar disminuir las críticas. Sin embargo, la presión de la oposición y de parte del oficialismo provocaron su renuncia a la Dirección Sociocultural de la Presidencia dos días más tarde. Un año después, renunció Cristian Riquelme, jefe administrativo de La Moneda, cuyo nombre apareció vinculado en el caso Caval a partir de la cita que tuvo con Juan Díaz, quien le pidió interceder ante Natalia Compagnon para que le pagara una deuda proveniente de un trabajo que hizo para Caval por encargo de CCU, por lo que fue citado a la Comisión Investigadora de la Cámara de Diputados.

### Iniciativas del gobierno contra la corrupción

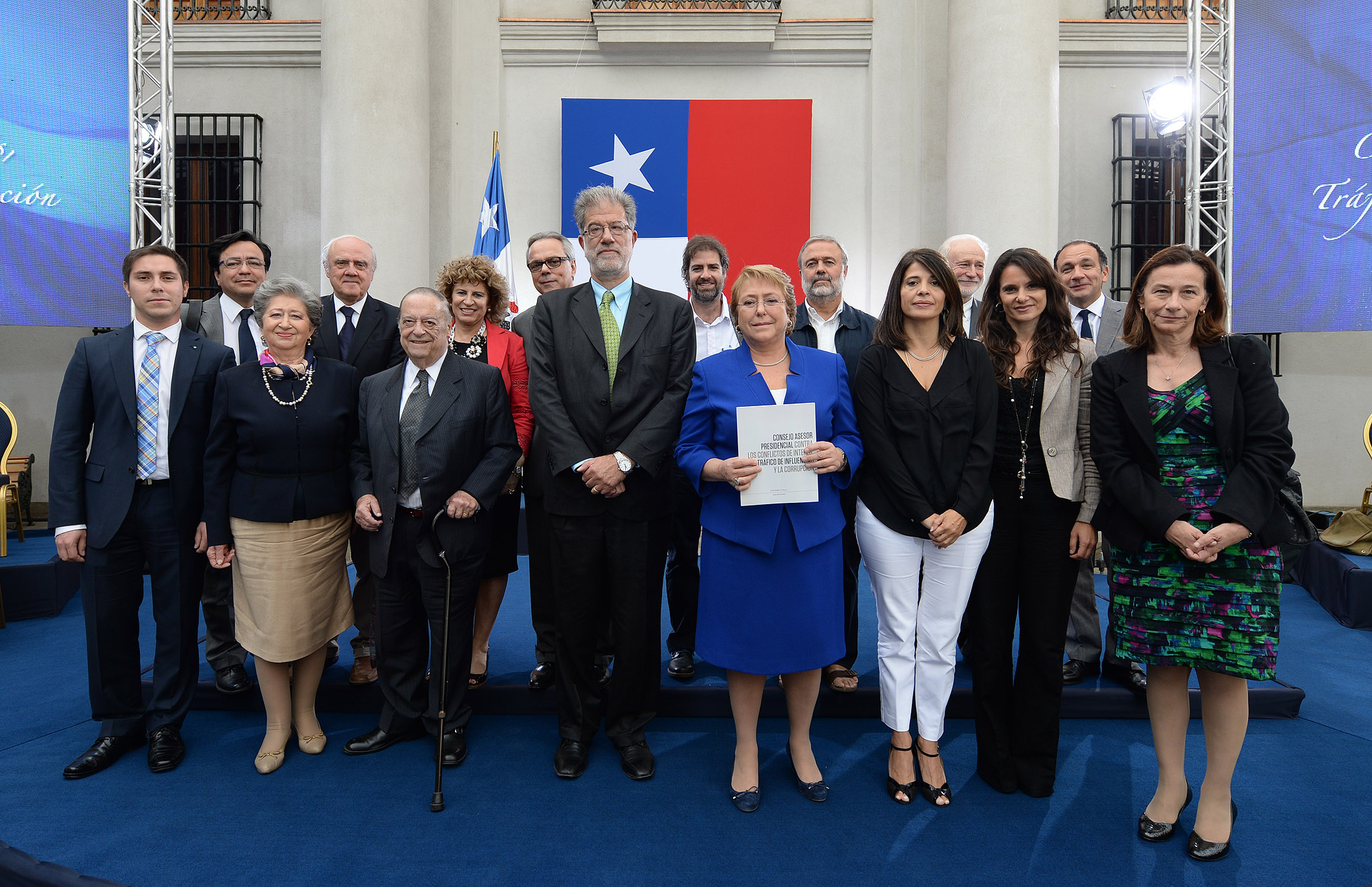
Michelle Bachelet junto al Consejo Asesor Presidencial contra los conflictos de interés, el tráfico de influencias y la corrupción.

El 23 de febrero de 2015, la presidenta Michelle Bachelet anunció la creación de un comité que establezca un marco institucional que regule los negocios y las actividades políticas. Dicha comisión asesora fue presentada el 10 de marzo, y está integrada por Eduardo Engel (quien la presidió), Benito Baranda, Álvaro Castañón, Rossana Costa, Vittorio Corbo, Alfredo Etcheberry, Olga Feliú, Claudio Fuentes, José Andrés Murillo, Andrea Repetto, Manuel Riesco Larraín, Marcela Ríos, Lucas Sierra Iribarren, Agustín Squella, Paulina Veloso y Daniel Zovatto. El Consejo Asesor presentó a la presidenta su informe final de 217 páginas el 24 de abril de 2015, con 234 propuestas que buscan reforzar la probidad y la transparencia en el sector público y privado. El 29 de abril Bachelet comunicó en cadena nacional parte de las medidas del informe que se materializarán en proyectos de ley.
El 19 de marzo de 2015, el gobierno anunció la firma de un instructivo que tiene como objetivo hacer que las declaraciones de patrimonio e interés sean más detalladas y periódicas, y que en el caso de los expresidentes sean «de por vida». Ese mismo día, Bachelet encabezó una ceremonia en la que firmó un proyecto de Ley que sería enviado al Congreso, que tiene como finalidad elevar la transparencia en torno a las declaraciones de patrimonio e intereses.

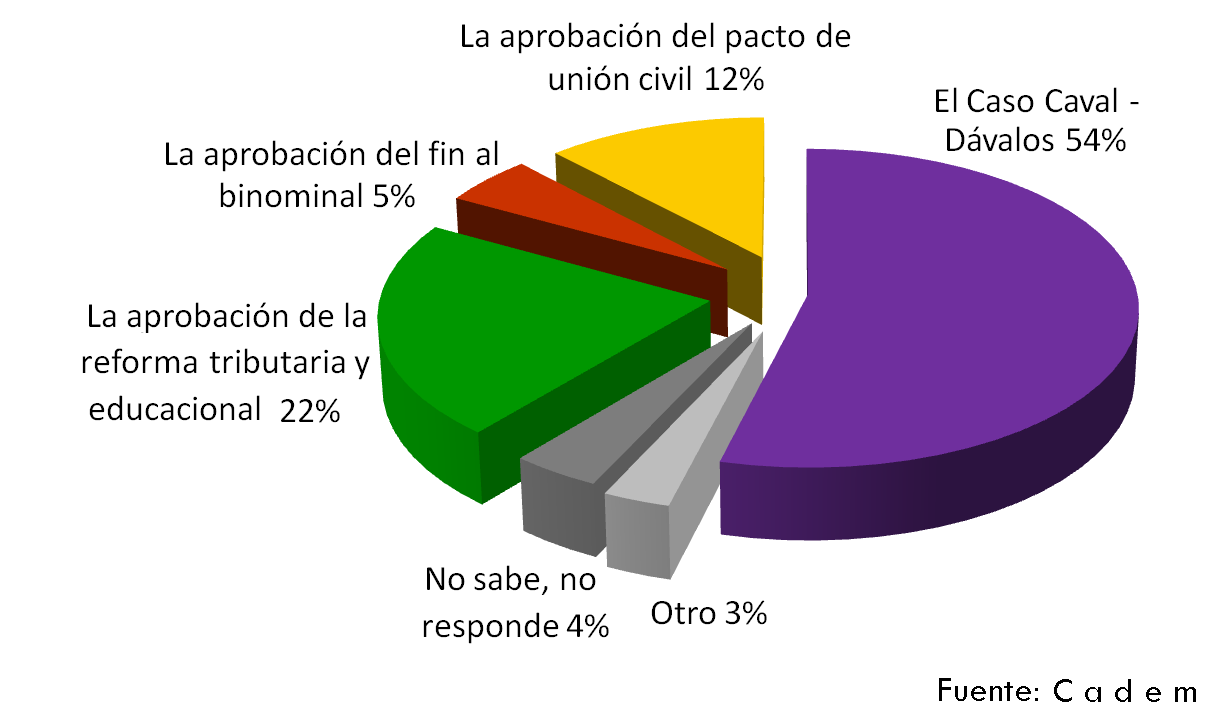
Resultados de la encuesta Cadem sobre el principal legado del segundo gobierno de Michelle Bachelet (abril de 2015).

### Disminución de la popularidad del gobierno
El 20 de abril de 2015, la encuestadora Cadem dio a conocer los resultados de la encuesta aplicada entre el 15 y 17 de abril a hombres y mujeres mayores de 18 años, habitantes de las 73 comunas urbanas con más de 50 mil personas que representan el 70,9 % del total del país. La encuesta reveló que el 54 % de la población recordará al Caso Caval como el principal legado del segundo gobierno de Michelle Bachelet.
Además, según el sondeo de Cadem un 76 % cree necesario un cambio de gabinete, cifra que representa un alza de siete puntos porcentuales respecto de la misma pregunta la semana anterior. Un 68 % desaprueba la labor del equipo ministerial y apenas un 23 % la respalda.